# Cake (serie de televisión)
Cake es una serie de televisión estadounidense de antología de imagen real/animación para adultos. La serie se estrenó el 25 de septiembre de 2019 en FXX. En Latinoamérica se estrenó en Star+ el 31 de agosto de 2021. La serie presenta un surtido de comedia de forma corta.